# Svébohov
Svébohov (en allemand : Schwillbogen) est une commune du district de Šumperk, dans la région d'Olomouc, en Tchéquie. Sa population s'élevait à 430 habitants en 2023.

## Géographie
Svébohov se trouve à 5 km au nord-ouest de Zábřeh, à 12 km au sud-ouest de Šumperk et à 173 km à l'est de Prague.
La commune est limitée par Zborov au nord, par Postřelmůvek au nord-ouest, par Rovensko à l'est et au sud-est, par Zábřeh au sud-ouest et par Jedlí à l'ouest.

## Histoire
La première mention écrite de la localité date de 1358.

## Galerie

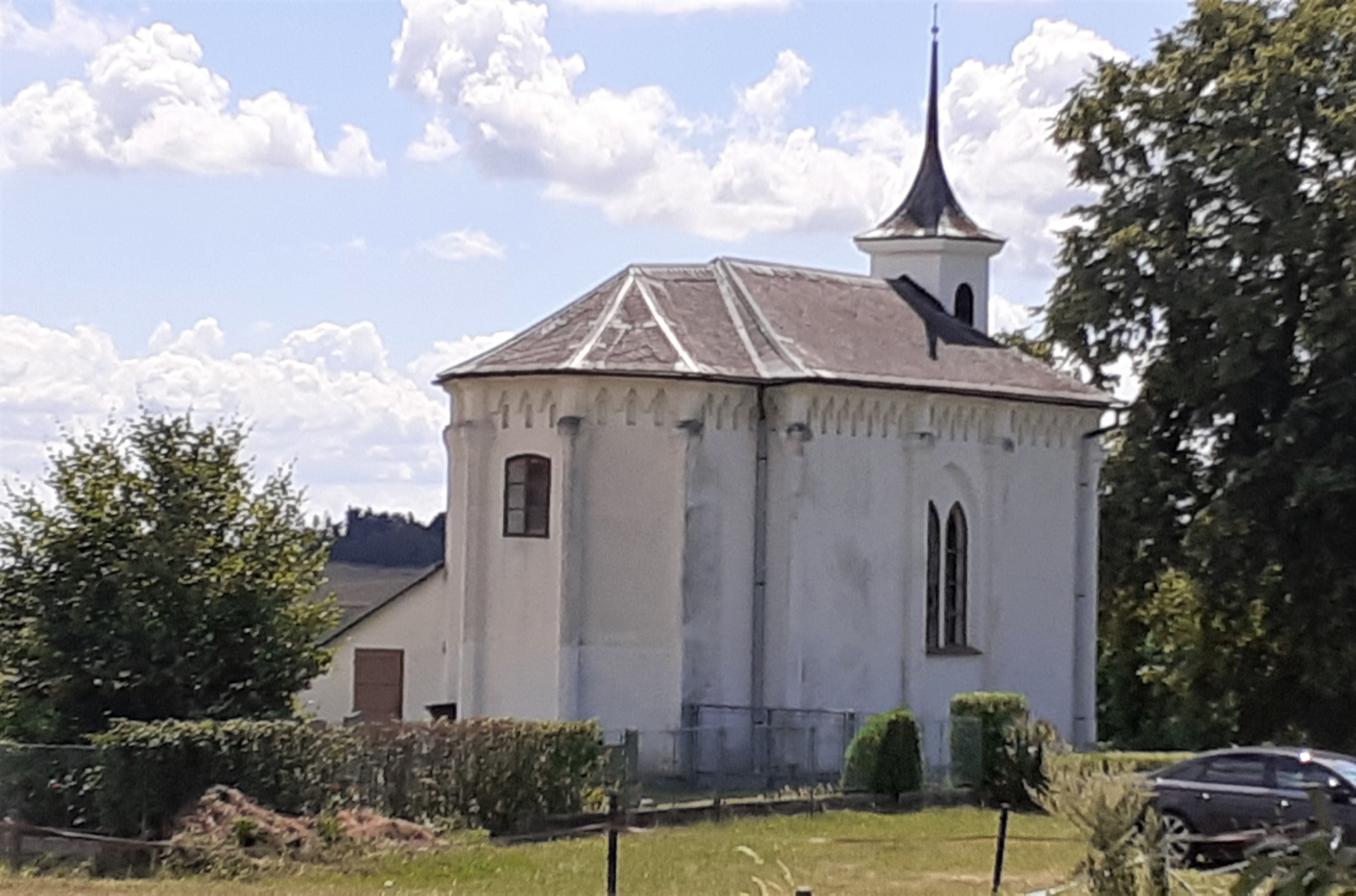
Église évangélique à Svébohově.
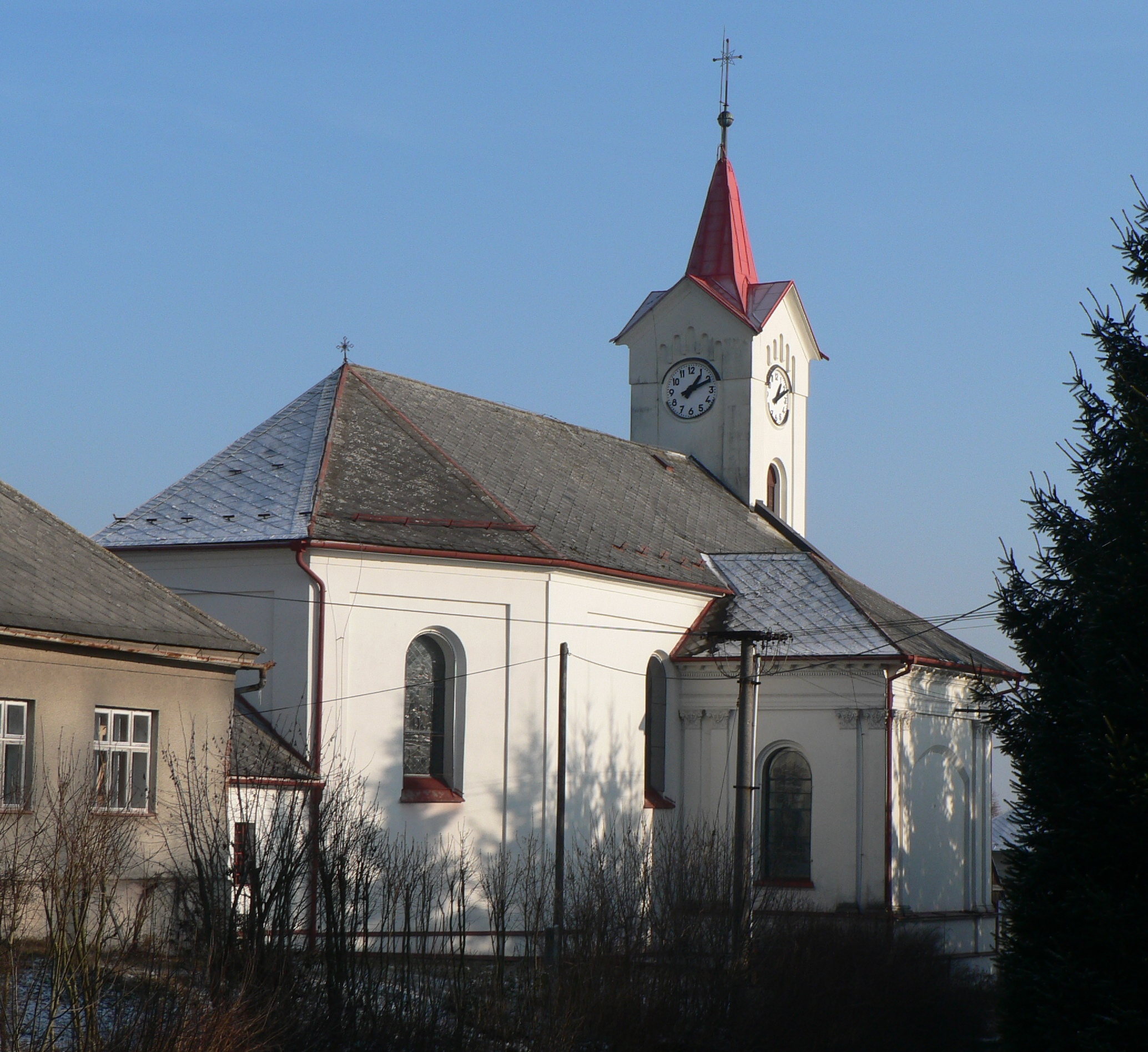
Chapelle à Svébohově.

## Transports
Par la route, Svébohov se trouve à 6,5 km de Zábřeh, à 16 km de Šumperk, à 53 km d'Olomouc et à 211 km de Prague.